# Plaza Francia

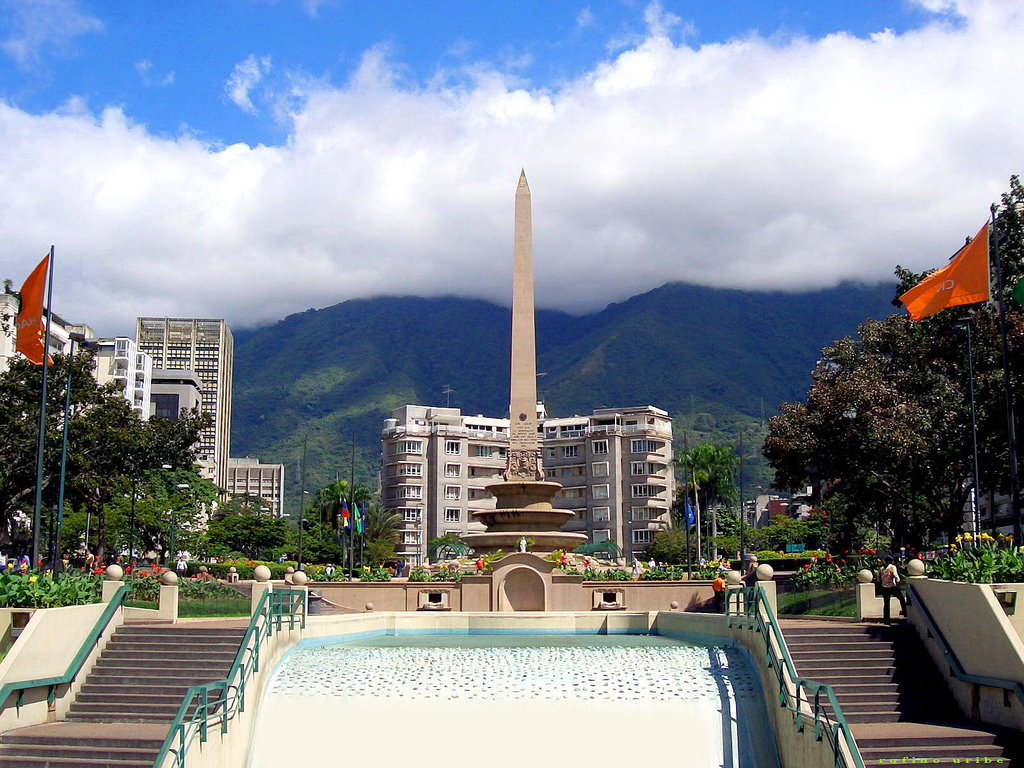
A Praça França.

A Plaza Francia (Praça França), também conhecida como Plaza Altamira, é um espaço público localizado em Altamira, no leste de Caracas. Foi construída no início da década de 1940 e inaugurada em 11 de agosto de 1945 com o nome original de "Plaza Altamira", mais tarde seu nome foi alterado devido a um acordo entre as cidades de Caracas e Paris para haver uma "Praça Venezuela" em Paris e a "Praça França" respectivamente, em Caracas. Esta praça foi projetada pelo urbanista Luis Roche no âmbito do projeto "bairro Altamira", um bairro rico do município de Chacao.
Na Praça França destacam-se o obelisco, (que é um dos marcos de Caracas), o espelho de água e uma fonte que cai até o fundo da praça, que se transformou em um pequeno centro comercial e da entrada principal da estação de metrô de Altamira.